# Литовсько-московська війна (1406—1408)
Литовсько-московська війна 1406—1408 років — викликана побоюванням Москви подальшого зміцнення Великого князівства Литовського після остаточного підпорядкування Великим князем Литовським Вітовтом Смоленського князівства у 1404 році.

## Хід військових дій
У лютому 1406 року Вітовт напав на Псков, що викликало у травні безрезультатний похід Великого князя московського Василя I на Вязьму та Серпейськ. У відповідь Вітовт здійснив рейд углиб московської території, воював в околицях Можайська, захопив Барятинськ і Козельськ, де посадив своїх намісників. У цей час на Псковщині воювали союзники Вітовта — лівонські лицарі.
У вересні 1406 року московські війська при допомозі татар та Великого князя Тверського Івана Михайловича рушили в межі ВКЛ та підійшли до війська Вітовта на річці Ока. Не починаючи битви, сторони уклали перемир'я до 15 травня 1407 року.
Уже 20 травня 1407 року Вітовт спалив Одоєв, воював на території московського князівства. Василь I у жовтні 1407 року вирушив із військом у володіння Вітовта, спалив місто Дмитровець, та підійшов до Вязьми, де знову без бою сторони уклали перемир'я до 29 червня 1408 року.
У липні 1408 року в Москву утік суперник Вітовта — князь Свидригайло Ольгердович з великою групою менш значних князів та бояр. Василь I прихистив його, прийняв на службу та дав у володіння великі території. Це викликало напруження стосунків з ВКЛ.
Восени 1408 року противники зійшлись біля гирла річки Угра і після декількох днів стояння уклали «Вічний мир».

## Мирний договір
За мирним договором Василь I відмовлявся від підтримки Свидригайла та визнавав перехід під владу ВКЛ Смоленського та Верховських князівств.
«Вічний мир» підтвердив панівне положення ВКЛ у Східній Європі, дозволив Вітовту посилити свою владу над Псковом та Новгородом, а також полегшив боротьбу з Тевтонським орденом.
Мирні стосунки між Великим князівством Литовським та Великим князівством Московським згодом були підтверджені мирним договором 1449 року та зберігались до війни 1487—1494 років.